# Хюбърт Драйфус
Хюбърт Ледерър Драйфус (на английски: Hubert Lederer Dreyfus) е американски философ, професор в Калифорнийския университет в Бъркли. Считан е за един от водещите тълкуватели на трудовете на Едмунд Хусерл, Мишел Фуко, Морис Мерло-Понти и особено на Мартин Хайдегер.

## Биография
Роден е на 15 октомври 1929 г. в Тера Хоут, Индиана, в семейството на Стенли Драйфус и Айрин Ледерър, потомци на еврейски емигранти от Германия и Бохемия. Следва в Харвардския университет, където получава бакалавърска степен със summa cum laude през 1951, магистърска степен през 1952 г. и докторска степен през 1964 г.
Преподава в Университета Брандис (1957 – 1959) и в Масачузетския технологичен институт (1960 – 1968). През 1965 г. Драйфус публикува статията „Алхимията и изкуственият интелект“, където критикува работата на водещите тогава изследователи в областта на изкуствения интелект Алън Нюъл и Хърбърт Саймън.
През 1972 г. издава книгата „Какво не могат компютрите: Границите на изкуствения интелект“, която предизвиква огромен отзвук. През 1992 г. прави разширено издание под заглавието „Какво все още не могат компютрите: Критика на изкуствения разум“.
През 2001 г. е избран за член на Американската академия на изкуствата и науките.
Умира на 22 април 2017 г. в Бъркли, Калифорния, на 87-годишна възраст.

## Критика на изкуствения интелект
Драйфус подлага на критика четири основни допускания, които според него лежат в основата на изследванията на изкуствения интелект. Първите две той нарича биологическо и психологическо. Биологическото допускане се състои в това, че мозъкът работи аналогично на компютъра, а разумът – аналогично на софтуера. Психологическото допускане се състои в това, че разумът извършва дискретни изчисления (под формата на алгоритмични правила) над дискретни репрезентации.
Драйфус смята, че правдоподобността на психологическото допускане зависи от две други: епистемологическо и онтологическо. Епистемологическото допускане се състои в това, че всяка дейност може да бъде математически формализирана във вид на правила и закони. Онтологическото допускане се състои в това, че реалността се състои от независими един от друг и атомарни факти. Изхождайки от епистемологическото предположение, изследователите в областта на изкуствения интелект твърдят, че интелектът формално следва правила, а въз основа на онтологическото допускане се твърди, че знанията са изключително вътрешни репрезентации на действителността.
Понякога определят Драйфус като лудит, но той всъщност никога не е твърдял, че е невъзможно да се създаде изкуствен интелект, а само критикува изследователския подход към проблема. Според него, за да се постигне интелект, подобен на човешкия, е необходимо машината да има тяло, повече или по-малко подобно на човешкото, и социална адаптация.

### На български
- Интернет. София: Критика и хуманизъм, 2000.